# كلوندايك (ملاكم)
كلوندايك (بالإنجليزية: Klondike)‏ مواليد 01 يناير 1878 - الوفاة 03 فبراير 1949، كان ملاكم محترف أمريكي صنّف ضمن فئة الوزن الثقيل.

## إحصائيات
خاض خلال مسيرته 38 نزالا، فاز في 24 وتعادل في 3 وخسر في 11. فاز بالضربة القاضية في 14 نزالا.

## روابط خارجية
- كلوندايك على موقع بوكس ريك (الإنجليزية) (registration required)